# Giovanni Passerini

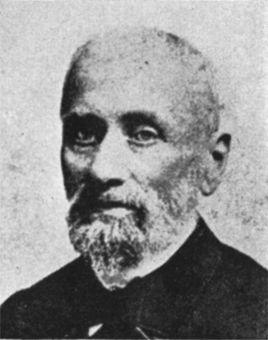
Giovanni Passerini.

Giovanni Passerini (Pieve di Guastalla, 16 de junho  de 1816 ou 1819 – Parma, 17 de abril de  1893) foi um botânico e entomologista italiano.